# چهچهه (کلات)
چهچهه روستایی در دهستان پساکوه بخش زاوین شهرستان کلات استان خراسان رضوی ایران است.

## جمعیت
بر پایه سرشماری عمومی نفوس و مسکن در سال ۱۳۹۵ جمعیت این روستا ۴۱۵ نفر (در ۱۱۹ خانوار) بوده‌است.